# NGC 1087
NGC 1087 é uma galáxia espiral barrada (SBc) localizada na direcção da constelação de Cetus. Possui uma declinação de -00° 29' 57" e uma ascensão recta de 2 horas, 46 minutos e 25,2 segundos.
A galáxia NGC 1087 foi descoberta em 9 de Outubro de 1785 por William Herschel.